# Jean-Yves de Blasiis
Jean-Yves De Blasiis est un joueur de football français né le 25 septembre 1973 à Bordeaux. Il évoluait au poste de milieu de terrain. 
Il a disputé un total de 33 matchs en Division 1 (19 avec Bordeaux et 14 avec Caen). Il a également joué 3 matchs en Coupe de l'UEFA et 5 matchs en Coupe Intertoto avec les Girondins.

## Carrière
- 1988-1996 :  Girondins de Bordeaux
- 1996-1997 :  SM Caen
- 1997-1999 :  Red Star
- 1999-2001 :  Norwich City
- 2001-2002 :  FC Istres
- 2002-2004 :  FC Libourne-Saint-Seurin
- 2004-2006 :  FC Bassin d'Arcachon[1]